# Fele Martínez
Fele Martínez, właśc. Rafael Martínez (ur. 22 lutego 1975 w Alicante) – hiszpański aktor.

## Kariera
Urodził się w Alicante. Przeniósł się do Madrytu, gdzie uczył się aktorstwa w Escuela Superior de Arte Dramático (Królewskiej Szkole Sztuki Dramatycznej), a następnie kontynuował kurs w prywatnej szkole Antonio Madonny. Występował na scenie Sexpeare Teatro.
W 1996 otrzymał nagrodę Goya za najlepszy debiut za rolę Chemy, dziwaka i odludka zafascynowanego przemocą, posiadającego pokaźną kolekcję ekstremalnych filmów grozy w dreszczowcu Alejandro Amenábara Teza (1996). Wkrótce zagrał w dreszczowcu Otwórz oczy (1997), dramacie Kochankowie z Kręgu Polarnego (Los amantes del círculo polar, 1998), historycznym dramacie wojennym Kapitanowie kwietnia (Capitanes de Abril, 1999), horrorze Sztuka umierania (El arte de morir, 2000), horrorze Dark tuno (2000) oraz dramacie Pedro Almodóvarem Złe wychowanie (La mala educación, 2004).

## Filmografia
- 2008: 14, Fabian Road jako Anrique Gonzalvo
- 2008: Kaserón, El jako Alfredo
- 2008: Carmo jako Marco Bermejo
- 2008: Ojo descarnado, El
- 2007: Bolboreta, mariposa, papallona
- 2006: Hécuba, un sueño de pasión jako Andrés (zdjęcia archiwalne, niewymieniony w czołówce)
- 2006: Síndrome de Svensson, El
- 2005: Jugar a matar 2: El pulso jako Sergio Manrique
- 2005: Cinema mil jako on sam (nie wymieniony w czołówce, zdjęcia archiwalne)
- 2004: Tánger jako Fanfan
- 2004: Tú la llevas jako Rafa
- 2004: Cuando puedas jako Camarero
- 2004: Złe wychowanie (Mala educación, La) jako Enrique Goded
- 2003: Utopia (Utopía) jako Jorge
- 2003: Portret Alicji (Alicia retratada) jako Lewis Carroll
- 2003: Dwóch twardzieli (Dos Tipos Duros) jako Bebe
- 2002: Ciemność (Darkness) jako Carlos
- 2002: Porozmawiaj z nią (Hable con ella) jako szalony naukowiec
- 2001: Czarna Serenada (Tuno Negro) jako Victor
- 2001: Hemingway, the Hunter of Death jako Federico
- 2001: Noc Trzech Króli (Noche de reyes) jako Trifino Garriga
- 2001: ¿Tú que harías por amor? jako Luis
- 2000: Tinta roja jako Escalona
- 2000–2004: Columna, La jako on sam (gościnnie)
- 2000: Kapitanowie kwietnia (Capitaes de Abril) jako Lobao
- 2000: Sztuka umierania (Arte de morir, El)
- 2000: Cartera, La jako Escalona
- 1998: Czarne łzy (Lágrimas negras) jako Andrés
- 1998: Kochankowie z Kręgu Polarnego (Amantes del Círculo Polar, Los) jako młody Otto
- 1998: Insomnio jako Rafa
- 1997: Otwórz oczy (Abre los ojos) jako Pelayo
- 1997: Pasaia jako Kepa
- 1997: Tiempo de la felicidad, El jako Ezequiel
- 1996: Teza (Tesis) jako Chema